# Frank Van der Stucken
Frank Valentine Van der Stucken (15 de octubre de 1858 - 16 de agosto de 1929) fue un compositor y director de orquesta estadounidense de origen belga. Fue director fundador de la Orquesta Sinfónica de Cincinnati en 1895.

## Biografía
Van der Stucken nació en Fredericksburg (Texas), como el hijo menor de Frank y Sophie Van der Stucken. Su padre era un inmigrante belga que había emigrado desde Amberes a Texas en 1852. Van der Stucken vivió en Europa desde 1866 hasta 1884. Estudió en el Conservatorio Real de Amberes con Peter Benoit de 1875 a 1879, y en Leipzig de 1879 a 1881. Fue maestro de capilla del Teatro Stadt de Breslavia, Alemania, en 1882, y más tarde ofreció conciertos de sus propias composiciones en Weimar y otras partes de Alemania, bajo el patrocinio de Franz Liszt. Siguiendo el consejo del compositor alemán Max Bruch, regresó a los Estados Unidos en 1884 y se convirtió en el líder de la Sociedad Arion de Nueva York, dirigiendo conciertos novedosos en la sala Steinway y conciertos sinfónicos en la sala Chickering. Dio una serie de conciertos americanos en la exposición de París de 1889, realizó una gira de conciertos por Europa con la Arion Society en 1892 y, después de 1895, dirigió los conciertos sinfónicos de la Orquesta Sinfónica de Cincinnati, con la que programó música flamenca y americana. También se convirtió en decano de la facultad de música de esta ciudad. Es particularmente recordado por su prólogo sinfónico a la tragedia William Ratcliffe de Heinrich Heine y es conocido por dirigir varios estrenos americanos de obras europeas. Van der Stucken fue elegido miembro honorario del capítulo Eta de la fraternidad Phi Mu Alpha Sinfonia en 1906. Desde 1908 hasta 1917 vivió en Hannover. Murió en Hamburgo a la edad de 70 años
Como compositor, Van der Stucken tenía predilección por la escuela germánica y especialmente por Wagner. Escribió obras para orquesta, un drama lírico, obras para piano, música coral y canciones. A menudo utilizaba textos de escritores alemanes como Heinrich Heine, Johann Wolfgang von Goethe y Friedrich Rückert. Algunas de sus canciones fueron traducidas por Helen Tretbar.